# Natri aluminat
Natri aluminat là một hóa chất vô cơ thương mại quan trọng. Nó có tác dụng như là một nguồn có hiệu quả của nhôm hydroxide cho nhiều ứng dụng công nghiệp và kĩ thuật. Natri aluminat nguyên chất (khan) là chất rắn kết tinh màu trắng với các công thức được đưa ra là NaAlO2, Na2O·Al2O3, Na2Al2O4 hay là NaAl(OH)4. Natri aluminat thương mại có thể tìm thấy ở dạng dung dịch hay dạng rắn.   Các hợp chất liên quan khác, đôi khi cũng được gọi là natri aluminat, được điều chế bằng phản ứng của Na2O và Al2O3 là Na5AlO4 có chứa các anion AlO45− riêng biệt, Na7Al3O8 và  Na17Al5O16 có chứa các anion trùng hợp phức tạp, và NaAl11O17, một thời đã từng được tin tưởng sai lầm là β-alumina, một pha của nhôm oxit.

## Cấu trúc
Natri aluminat khan, NaAlO2, chứa một khung ba chiều bao gồm các tứ diện AlO4 được liên kết ở các góc. Dạng ngậm nước NaAlO2·5⁄4H2O có các lớp bao gồm các tứ diện AlO4 kết nối thành các vòng, và các lớp được giữ với nhau bằng các ion natri và các phân tử nước mà hydro gắn với các nguyên tử oxy trong các tứ diện AlO4.

## Sản xuất
Natri aluminat được sản xuất bằng hòa tan nhôm hydroxide trong dung dịch xút ăn da (NaOH). Nhôm hydroxide (gibbsit) có thể hòa tan trong dung dịch 20–25% NaOH ở nhiệt độ gần điểm sôi. Sự sử dụng các dung dịch NaOH đậm đặc hơn tạo thành một sản phẩm nửa rắn. Quá trình này phải được thực hiện trong các bình niken hay thép được đốt nóng bằng hơi nước, và nhôm hydroxide phải được đun sôi với dung dịch xấp xỉ 50% NaOH cho đến khi tạo thành dạng bột nhão. Hỗn hợp cuối cùng phải được rót vào thùng và làm lạnh; sau đó một khối rắn chứa khoảng 70% NaAlO2 được hình thành. Sau khi bị nghiền vụn, sản phẩm được khử nước trong lò quay. Sản phẩm cuối cùng chứa 90% NaAlO2, 1% nước cùng với 1% NaOH tự do.

## Phản ứng giữa nhôm kim loại và kiềm
Natri aluminat cũng được hình thành bằng phản ứng của natri hydroxide với nhôm nguyên chất. Phản ứng toả nhiệt cao khi được thiết lập và kèm theo sự giải phóng nhanh khí Hydro.
Phản ứng đôi khi được viết như sau:  
2Al + 2NaOH + 2H2O → 2NaAlO2 + 3H2↑
Tuy nhiên, chất được tạo ra trong dung dịch có thể chứa ion [Al(OH)4]− ion hay [AlO2(H2O)2]−.
Phản ứng này cũng được đề xuất như là nguồn nhiên liệu đầy tiềm năng cho các loại xe dùng năng lượng Hydro.

## Sử dụng
Trong việc xử lý nước nó được dùng như là chất thêm vào trong hệ thống làm mềm nước, như là chất đông tụ để cải thiện sự kết tụ, và để loại bỏ silica và các hợp chất phosphat hoà tan.
Trong công nghệ xây dựng, natri aluminat được dùng để tăng nhanh tốc độ hoá rắn của bê tông, chủ yếu khi làm việc trong điều kiện lạnh giá.
Natri aluminat còn được dùng trong công nghiệp giấy, sản xuất gạch chịu lửa, sản xuất alumina, v. v…
Dung dịch natri aluminat là trung gian trong sản xuất các zeolit.